# Combretum collinum
Combretum collinum là một loài thực vật có hoa trong họ Trâm bầu. Loài này được Fresen. mô tả khoa học đầu tiên năm 1837.